# Eckerloch

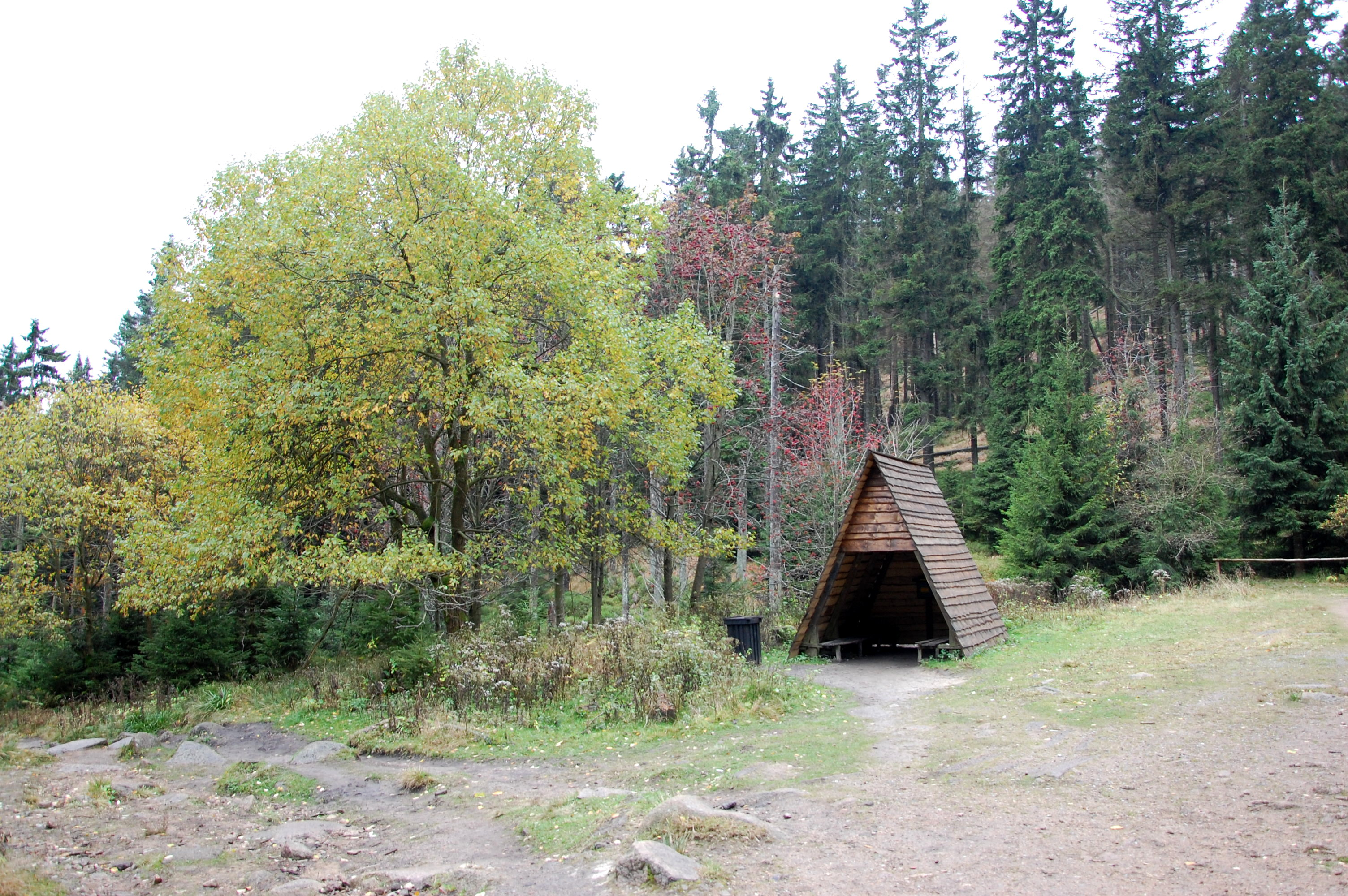
Schutzhütte im Eckerloch

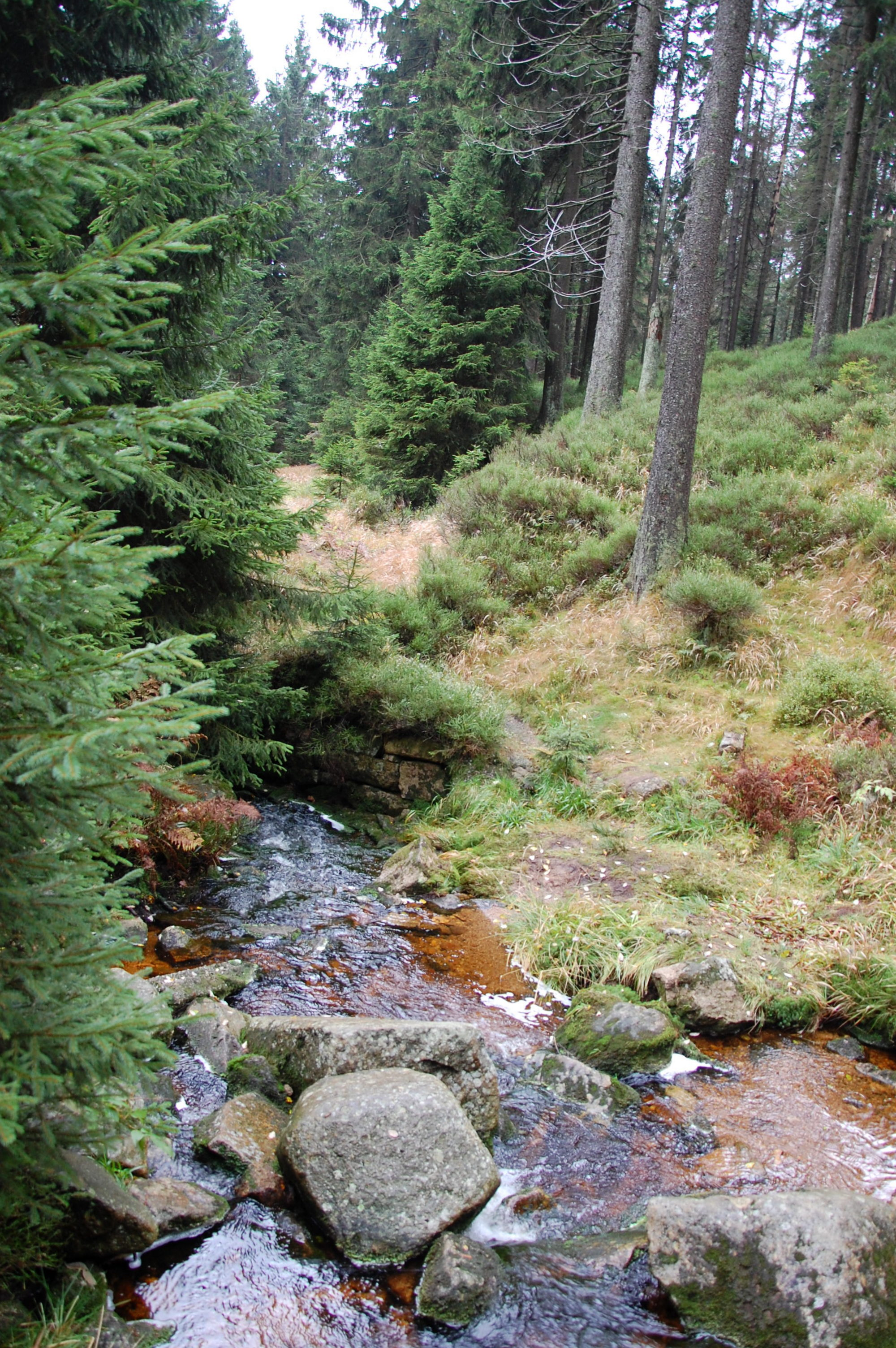
Bach im Eckerloch

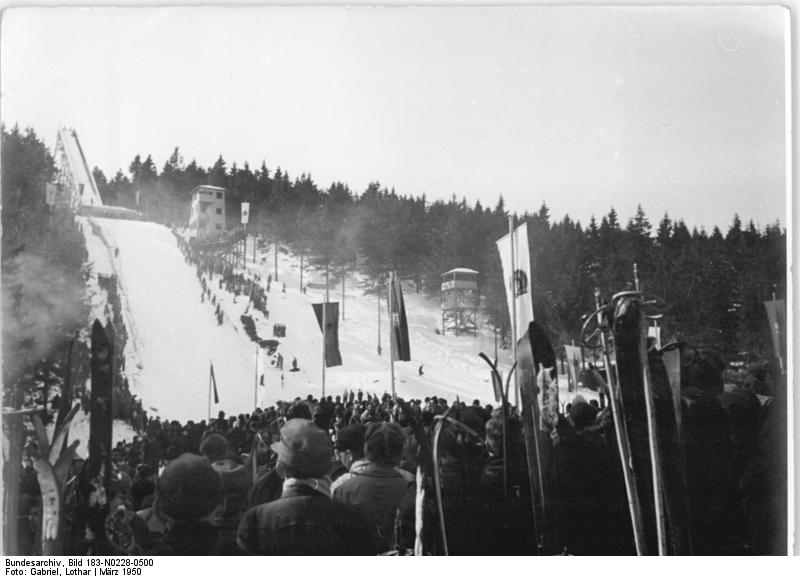
Schanze der Einheit, 1950

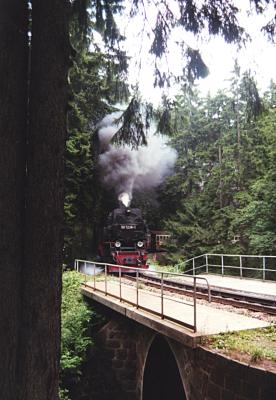
Eisenbahnbrücke im Eckerloch

Das Eckerloch ist eine Talmulde nordwestlich des zur Stadt Wernigerode gehörenden Orts Schierke im Harz in Sachsen-Anhalt.

## Lage
Die Talmulde liegt auf einer Höhe von 845 Metern, südlich des Brockens und wird vom Schwarzen Schluftwasser durchflossen. Vom Eckerloch nach Norden in Richtung Brockengipfel führt der Eckerlochstieg. Nach Osten in Richtung Bahnhof Schierke führt parallel zur Brockenbahn der Bahnparallelweg. Für die Brockenbahn besteht im Eckerloch eine Eisenbahnbrücke. Im Eckerloch befinden sich eine Schutzhütte und eine Stempelstelle der Harzer Wandernadel.

## Geschichte
Der Name Eckerloch geht nicht auf die deutlich weiter westlich entspringende Ecker zurück. Oft wird fälschlicherweise vermutet, dass die Bezeichnung auf hier möglicherweise ursprünglich verstärkt vorkommende Buchen und die damit zu gewinnenden Bucheckern verweist. Das ist jedoch nicht zutreffend. Richtig ist vielmehr, dass der Name Ecker vom nach Norden fließenden Fluss Ecker im Laufe der Geschichte auf dieses Tal übertragen wurde.
Im Jahr 1923 wurde das Eckerloch für den Bau einer Skisprungschanze zur Verfügung gestellt, die 1927 eröffnet wurde. Die hölzerne Eckerlochschanze galt aufgrund ihrer schattigen Lage als eine der schneesichersten Anlagen in Deutschland. Nachdem 1949 die Schanze erneuert worden war, wurde sie 1950 Austragungsort der DDR-Meisterschaften im Skispringen und als Schanze der Einheit benannt. Für die Meisterschaften wurde an der Brockenbahn der temporär betriebene Bahnhof Eckerloch eingerichtet. Aufgrund der Lage im Grenzsperrgebiet durfte die Schanze nach 1961 nicht mehr genutzt werden und verfiel. In den 1970er Jahren erfolgte der Abriss der Schanze.